# Lovitura de stat din Guatemala din 1982
Lovitura de stat din Guatemala din 1982 a fost o lovitură de stat militară reușită în Guatemala de către ofițeri militari de rang inferior, în urma căreia a fost înlăturată administrația lui Romeo Lucas Garcia și a instalat o juntă militară formată din trei oameni, condusă de generalul Efraín Ríos Montt. Generalul a condus timp de 17 luni, perioadă scurtă, dar sângeroasă, înainte de a fi răsturnat de ministrul apărării, generalul Oscar Mejia Victores, în cadrul unei alte lovituri de stat.

## Lovitura de stat
În urma alegerilor din 7 martie, care au fost în general considerate fraudate în favoarea candidatului susținut de guvern, Angel Anibal Guevara, ofițerii de rang inferior nemulțumiți din armată și forțele aeriene, care doreau alegeri libere și un președinte civil, au început să planifice o lovitură de stat pentru a împiedica ascensiunea la putere a lui Anibal, care urma să fie învestit președinte la 1 iulie.
Aproximativ 19 ofițeri militari, împreună cu Lionel Sisniga Otero, candidat la funcția de vicepreședinte din partea Mișcării de Eliberare Națională (MEN) la alegerile din martie, au participat timp de opt zile la pregătirea tentativei de lovitură de stat. În această perioadă, ei au reușit să obțină sprijinul oficialilor de rang înalt din forțele aeriene și al brigăzilor de elită ale armatei. Pe 23 martie 1982, lovitura de stat a fost în cele din urmă lansată în jurul orei 4 dimineața. Forța rebelă, formată din 2.000 de persoane, care s-au identificat reciproc prin modificări specifice ale uniformei, a reușit să încercuiască palatul prezidențial și a forțat demisia președintelui Romeo Lucas Garcia într-o manieră aproape fără vărsare de sânge. Acesta a fost dus la aeroportul internațional și a părăsit Guatemala la scurt timp după aceea. Între timp, la doar trei ore de la începutul tentativei de lovitură de stat, Lionel Sisniga a anunțat națiunii lovitura de stat la un post de radio confiscat, declarând intenția de a organiza noi alegeri.
În urma reușitei tentativei de lovitură de stat, generalul Efraín Ríos Montt a fost convocat la Palatul Național, fiind ales să conducă deoarece fusese decanul Academiei Militare și, prin urmare, respectat de mulți membri ai armatei. Acolo, a fost numit șeful unei junte militare formate din trei oameni; ceilalți doi membri ai juntei erau generalul Horacio Maldonado Shad și colonelul Francisco Gordillo. Seara, generalul Ríos Montt a rostit primul său discurs național, promițând „pace, muncă și securitate” pentru națiune. De asemenea, a anunțat dizolvarea Congresului și a declarat că junta va guverna prin decret. Complotiștii loviturii de stat, care se așteptau la o juntă civil-militară și la alegeri imediate, au fost dezamăgiți pe măsură ce speranțele lor au fost spulberate. Generalul a diminuat rolul participanților civili după preluarea puterii, inclusiv al lui Lionel Sisniga, care a fost marginalizat. Acest lucru s-a datorat în parte faptului că partidul lui Sisniga, MEN, a „furat” victoria generalului Ríos Montt în alegerile din 1974, care au fost percepute ca fiind frauduloase.

## După lovitura de stat
În timpul conducerii lui Ríos Montt, între 23 martie 1982 și 8 august 1983, Ríos Montt a inițiat o campanie de represiune împotriva nou înființatei Unități Revoluționare Naționale Guatemaleze (URNG), o organizație-umbrelă compusă din grupuri de gherilă marxiste. A lansat campanii de exterminare atât împotriva rebelilor de stânga, cât și împotriva populației indigene. Sub conducerea sa, armata și unitățile sale paramilitare au distrus sistematic peste 600 de sate. Aproximativ 200.000 de persoane au murit sau au dispărut, 1,5 milioane au fost strămutate, iar peste 150.000 au emigrat în Mexic. Comisia pentru clarificare istorică a raportat că 93% din violențele care au avut loc în această perioadă au fost susținute de stat, în timp ce gherilele au fost responsabile pentru 3%. 83% dintre victime erau mayași, în timp ce 17% erau latino-americani. Această perioadă este denumită „Holocaustul tăcut”.
Incapabil să obțină sprijinul principalilor deținători de putere din Guatemala, cum ar fi proprietarii de terenuri bogate, politicienii conservatori și ofițerii armatei, a fost destituit la 8 august 1983, de către ministrul apărării, generalul Meíja Víctores. Printre factorii care au contribuit la căderea sa s-au numărat comportamentul său imprevizibil și fanatismul religios, o economie în declin și deteriorarea drepturilor omului.